# Schizoporella elmwoodiae
Schizoporella elmwoodiae är en mossdjursart som beskrevs av Campbell Easter Waters 1900. Schizoporella elmwoodiae ingår i släktet Schizoporella och familjen Schizoporellidae. Utöver nominatformen finns också underarten S. e. mamillata.